# Comuna Mîkîtivka, Iampil
Mîkîtivka (în ucraineană Микитівка) este o comună în raionul Iampil, regiunea Sumî, Ucraina, formată din satele Mîkîtivka (reședința), Zelena Dibrova și Zorîne.

## Demografie
Componența lingvistică a comunei Mîkîtivka
     Ucraineană (96,95%)
     Rusă (2,29%)
Conform recensământului din 2001, majoritatea populației comunei Mîkîtivka era vorbitoare de ucraineană (96,95%), existând în minoritate și vorbitori de rusă (2,29%).